# Чапле-Вельке
Ча́пле-Ве́льке (пол. Czaple Wielkie) — село в Польше в сельской гмине Голча Мехувского повета Малопольского воеводства.
Село располагается в 7 км от административного центра гмины села Голча, в 8 км от административного центра повета города Мехув и в 27 км от административного центра воеводства города Краков.
В 1975—1998 годах село входило в состав Краковского воеводства.

## Достопримечательности

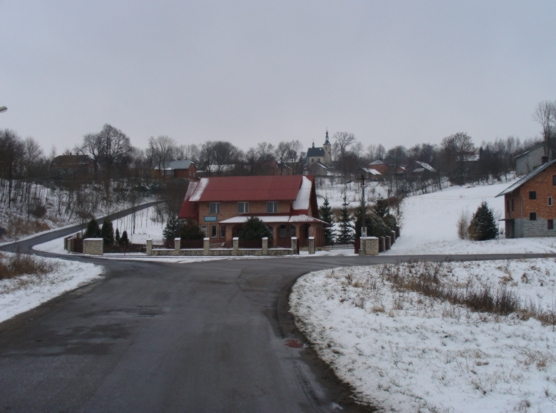
Вид села

- Церковь в селе Чапле-Мале, построенная в 1525 году.

## Известные жители и уроженцы
- Винценты Теофил Попел (1825—1912) — епископ Плоцкий (1863—1875), епископ Куявско-Калишский (1876—1883), архиепископ Варшавский (1883—1912).